# Zwartneusrunderdaas
De zwartneusrunderdaas (Tabanus glaucopis) is een vliegensoort uit de familie van de dazen (Tabanidae). De wetenschappelijke naam van de soort werd gepubliceerd in 1820 door Meigen.